# Sabrina Benaim
Pour les articles homonymes, voir Benaim.
Œuvres principales
Explaining my Depression To My Mother
Sabrina Benaim (née le 30 novembre 1987 à Toronto, Canada) est une écrivaine, artiste de performance et poète slam de langue anglaise. Benaim a remporté le Toronto Poetry Slam 2014. Elle est surtout connue pour son poème Explaining My Depression To My Mother.

## Vie personnelle
Sabrina Benaim naît le 30 novembre 1987 à Toronto, au Canada. Elle est membre de l'équipe de poésie slam de Toronto et gagne le Toronto Poetry Slam en 2014. Elle est entraîneuse de l'équipe du Toronto Poetry Slam (TPS) depuis 2016. À l’âge de 23 ans, Sabrina Benaim découvre qu'elle a une tumeur bénigne dans la gorge. Elle se tournée vers la poésie performative comme moyen de faire face à ses problèmes de santé et de sensibiliser à des problèmes tels que l'anxiété et la dépression. Elle a également représenté Toronto au Women Of The World Poetry Slam.

## Carrière
Elle se fait connaître sur les réseaux sociaux grâce à son poème Explaining My Depression To My Mother. Elle réalise alors une tournée au Royaume-Uni, en Australie, aux États-Unis et au Canada. Ses fans se reconnaissent beaucoup dans ses différentes œuvres, ce qui favorise le développement de sa notoriété. Sa poésie aborde des questions importantes dans notre société comme la santé mentale, la famille et l’amour. Sabrina Benaim a écrit de la poésie pour ESPNW, le gouvernement du Canada, et elle a fait ses débuts à la télévision sur Sport Chek. Benaim est reconnue pour ses performances dans la série YouTube Button Poetry.

## Travaux

### Poèmes
- Expliquer ma dépression à ma mère ( Genius )
- Juin (Button Poetry) [10]
- Ce que j'ai dit au docteur (Genius) [11]
- Obstacles/Rêves (Button Poetry) [12]
- Ce que j'ai dit au docteur la deuxième fois (Button Poetry) [13]
- Alors, je parle à ma dépression (Button Poetry) [14]
- Lentement maintenant (Button Poetry) [15]
- La patate douce la plus solitaire (Button Poetry) [16]

### Livres
- Dépression et autres tours de magie (2017) (ISBN 9781943735204)
- Je t'aime, rappelle-moi (2021)  (ISBN 9780593185872)

## Récompenses
- Nommée pour les Goodreads Best Poetry Choice Awards 2017[17].
- Championne du Toronto Poetry Slam 2014 [18]